# يو إف سي ليلة القتال: لويس ضد دوس سانتوس
يو إف سي ليلة القتال: لويس ضد دوس سانتوس (بالإنجليزية: UFC Fight Night: Lewis vs. dos Santos)‏ هو حدث لفنون القتال المختلطة نظمته يو إف سي، أُقيم في 9 مارس 2019، على إنتراست بنك أرينا في ويتشيتا، كنساس، الولايات المتحدة.